# Craig Rodwell

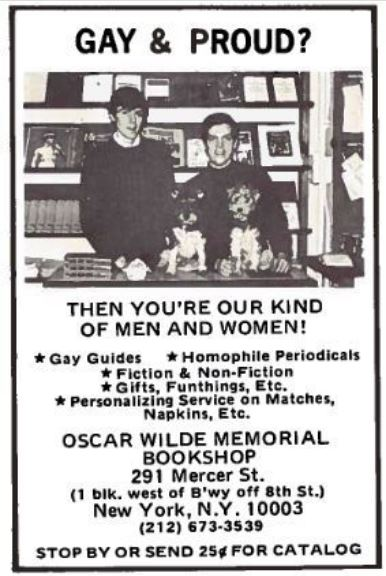

Craig L. Rodwell (Chicago, 31 ottobre 1940 – New York, 18 giugno 1993) è stato un attivista statunitense per i diritti degli omosessuali, noto per aver fondato il 24 novembre 1967 l'Oscar Wilde Memorial Bookshop, la prima libreria dedicata ad autori gay e lesbiche e per aver dato vita al gay pride di New York.

## Biografia
Rodwell è nato nel 1940. Alla fine degli anni '1950 si trasferì a New York, dove fu attivo nella Mattachine Society e in altri movimenti omofili. Nel 1962, Rodwell ebbe una relazione romantica con Harvey Milk, che in seguito divenne uno dei primi politici apertamente gay eletti alle alte cariche. È stata la sua prima relazione seria. Quando aprì l'Oscar Wilde Bookshop nel 1967, Milk passò spesso a trovarci e, dopo essersi trasferito a San Francisco, espresse la sua intenzione di aprire un negozio simile. Milk aprì un negozio di macchine fotografiche che funzionava anche come centro comunitario, proprio come la libreria di Rodwell era un luogo di ritrovo della comunità.
Nel novembre 1969, Rodwell propose la prima parata del Pride da tenersi a New York City per mezzo di una risoluzione della East Coast Homophile Organizations (ECHO) a Filadelfia, insieme al suo partner Fred Sargeant (vice presidente di HYMN), Ellen Broidy e Linda Rhodes. La prima marcia fu organizzata dall'appartamento di Rodwell in Bleecker Street.
Rodwell ebbe un ruolo di primo piano nel movimento di liberazione gay degli anni '1970 e '1980. Morì al Saint Vincent's Catholic Medical Center il 18 giugno 1993 di tumore allo stomaco a 52 anni.

## Sip-In
Il 21 aprile 1966, Rodwell, con il presidente della Mattachine Dick Leitsch e a John Timmons, partecipò a una manifestazione chiamata "Sip-In" al Julius, un bar del Greenwich Village, per contestare la norma della New York State Liquor Authority contro la congregazione di gay nei locali che servivano alcolici. Rodwell era stato espulso dal Julius per aver indossato una targhetta che riportava la scritta "Uguaglianza per gli omosessuali". Rodwell e gli altri sostenevano che la norma favoriva la corruzione della polizia. A causa della pubblicità che ne conseguì, la norma fu abrogata.

## Riconoscimenti
Nel 1992, Rodwell ha ricevuto il Lambda Literary Award per il servizio pubblico.
Nel giugno 2019, Rodwell è stato uno dei primi cinquanta "pioneers, trailblazers, and heroes" americani inseriti nel National LGBTQ Wall of Honor all'interno dello Stonewall National Monument (SNM) nello Stonewall Inn di New York. L'SNM è il primo monumento nazionale degli Stati Uniti dedicato ai diritti e alla storia LGBT, la cui inaugurazione è stata programmata per avvenire durante il 50º anniversario dei moti di Stonewall.